# Zhang Na (futebolista)
Zhang Na (10 de março de 1984) é uma futebolista chinesa que atua como meia.

## Carreira
Zhang Na integrou o elenco da Seleção Chinesa de Futebol Feminino, nas Olimpíadas de 2008. 